# Eselshaut (Märchen)

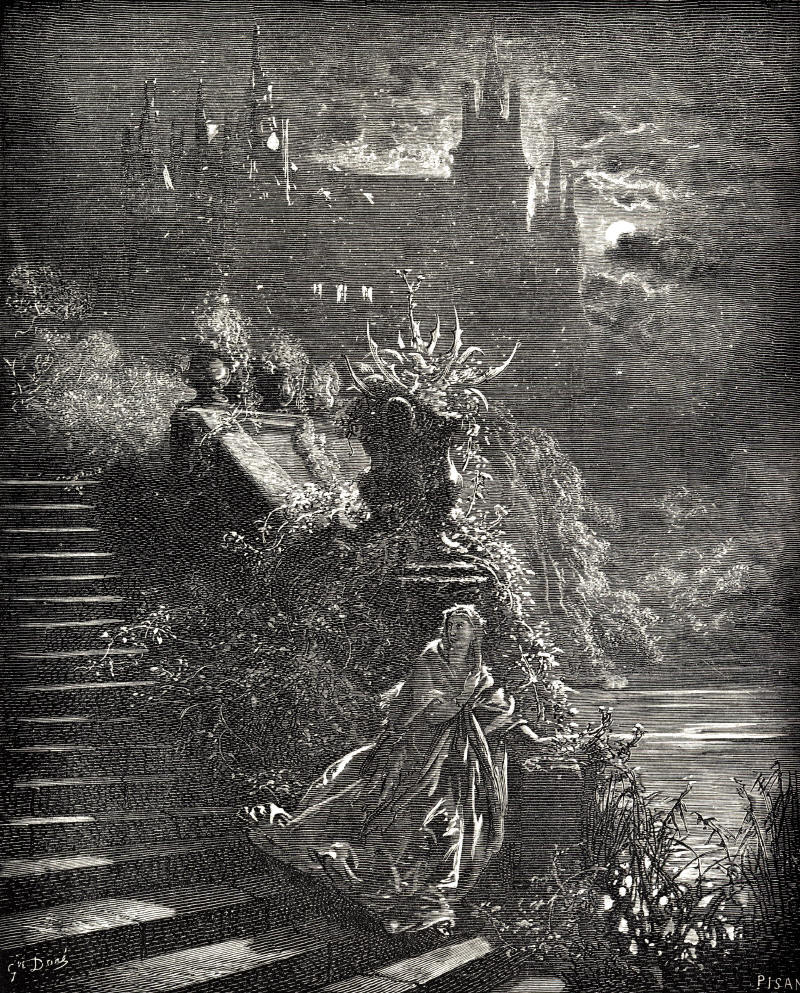
Illustration von Gustave Doré

Eselshaut (französischer Originaltitel: Peau d’âne) ist ein Märchen von Charles Perrault. Es erschien in Versen 1694, dann 1695 zusammen mit Griseldis und Die törichten Wünsche mit neuem Vorwort versehen. Eine Prosafassung erschien 1696 unter dem Namen seiner Bekannten Cathérine Bernard und später mit seinen übrigen Märchen in der Sammlung Contes de ma Mère l’Oye.

## Inhalt
Ein König schwört seiner sterbenden Frau, nach ihr keine zu heiraten, die nicht schöner ist als sie. So verfällt er auf den Wunsch, seine Tochter zu nehmen. Auf Rat ihrer Patin – einer Fee – fordert sie von ihm ein Kleid wie der Himmel, dann eines wie der Mond und drittens wie die Sonne, schließlich sogar die Haut seines goldmachenden Esels. Als sie selbst die erhält, flieht sie in der hässlichen Eselshaut weit fort in die Küche eines Geflügelhofes, wo die Knechte sie quälen. Dort verliebt sich der Prinz in sie, als er sie eines Sonntags durchs Schlüsselloch beim Anlegen ihrer Kleider beobachtet. Er fordert einen Kuchen von ihr; in ihm findet er ihren Ring und will daraufhin nur diejenige heiraten, der dieser Ring passt. Alle edlen Fräulein versuchen vergeblich, ihren Finger schmal genug zu machen, bis man schließlich Eselshaut holt. Zur Hochzeit kommen auch ihr Vater und die Patin.

## Erläuterungen
Perrault rechtfertigt eingangs den einfachen Stil und zählt am Schluss die Lehren seines Märchens auf: Leiden sei besser als Pflichtverletzung, Tugend werde belohnt, Liebe überwinde jede Vernunft, teure Speise brauche man nicht, aber Kleider und Frauen hielten sich grundsätzlich für schön. Es passt zu seinem Stil, die Handlung so indirekt selbst zu parodieren. Die ironische Idealisierung von König und Prinz mit vergeblicher Bemühung aller Damen, ihm zu gefallen, erinnert an Perraults Griseldis, der eigenwillige Ring ist später der Schuh in Aschenputtel.
Doris Distelmaier-Haas bemerkt, dass Perrault hier wie in Griseldis noch sehr an antiken Vorbildern hängt, indem z. B. des Prinzen Liebesleid wie eine Krankheit beschrieben wird. Doch zeige er auch seine humorvolle Distanz in Verweisen auf Mode seiner Zeit und (in der Prosafassung) getönte Brillen, die man des blendenden Sonnenkleides wegen eingeführt habe. So strebe er einen mündlichen Erzählstil an, der den Leser direkt anspricht.
Vgl. in Grimms Märchen Allerleirauh und Prinzessin Mäusehaut, in Giambattista Basiles Pentameron II,6 Die Bärin, in Giovanni Francesco Straparolas Le piacevoli notti I,4 Thebaldo.

## Film
- Peau d'âne, Stummfilm, 15 min, Frankreich 1906, Regie: Albert Capellani.
- Eselshaut, Spielfilm, 90 min, Frankreich 1970, Regie: Jacques Demy.
- Die Prinzessin mit der Eselshaut, Spielfilm, 80 min, Sowjetunion 1982, Regie: Nadeschda Nikolajewna Koschewerowa (mit böser Fee wie in Dornröschen).

## Musik
Ermanno Wolf-Ferrari verwendete Motive aus dem Märchen für seine 1927 im Nationaltheater München uraufgeführte Oper Das Himmelskleid.